# Lisa Jacob
Lisa Rae Jacob (* 13. Mai 1974) ist eine ehemalige Schwimmerin aus den Vereinigten Staaten, die zwei olympische Goldmedaillen gewann. Bei Panamerikanischen Spielen erschwamm sie drei Goldmedaillen und eine Silbermedaille. 

## Karriere
Lisa Jacob nahm 1991 an den Panamerikanischen Spielen in Havanna teil. Sie gewann den Titel über 200 Meter Freistil und belegte über 800 Meter Freistil den zweiten Platz hinter ihrer Landsfrau Jane Skillman. Außerdem gewann sie den Titel mit beiden Freistilstaffeln.
1995 nahm die Studentin der Stanford University an der Universiade in Fukuoka teil. Sie siegte über 200 Meter Freistil und mit der 4-mal-200-Meter-Freistilstaffel. In der Saison 1995/96 gewann Jacob mit den Staffeln von Stanford zwei Titel der National Collegiate Athletic Association.
Bei den Olympischen Spielen 1996 in Atlanta trat die 4-mal-100-Meter-Staffel der Vereinigten Staaten im Vorlauf in der Besetzung Jenny Thompson, Catherine Fox, Lisa Jacob und Melanie Valerio an und schwamm die schnellste Vorlaufzeit. Im Endlauf waren Angel Martino, Amy Van Dyken, Catherine Fox und Jenny Thompson drei Sekunden schneller als ihre Mannschaftskameradinnen im Vorlauf und siegten mit einer Sekunde Vorsprung vor den Chinesinnen, die deutsche Staffel erkämpfte die Bronzemedaille. Schwimmerinnen, die nur im Vorlauf eingesetzt worden waren erhielten ebenfalls eine Medaille. Die 4-mal-200-Meter-Freistilstaffel der Vereinigten Staaten mit Lisa Jacob, Ashley Whitney, Sheila Taormina und Annette Salmeen erreichte den Endlauf mit der schnellsten Vorlaufzeit. Im Finale schwammen Trina Jackson, Cristina Teuscher, Sheila Taormina und Jenny Thompson fünf Sekunden schneller als die Vorlaufstaffel und gewannen mit 1,68 Sekunden Vorsprung vor der deutschen Staffel.